# گوآم در المپیک تابستانی ۲۰۲۴
کاروان المپیکی گوآم، یکی از کاروان‌های شرکت‌کننده در بازی‌های المپیک تابستانی ۲۰۲۴ بود. این دوره از بازی‌ها از ۲۶ ژوئیه تا ۱۱ اوت ۲۰۲۴ (۵ تا ۲۱ امرداد ۱۴۰۳ خورشیدی) به میزبانی پاریس، پایتخت فرانسه برگزار شد. این کاروان پس از نخستین حضور در المپیک ۱۹۸۸، تاکنون موفق به کسب مدال نشده است.

## شرکت‌کنندگان
فهرست زیر به ورزشکاران این رشته اشاره دارد.
| ورزش        | مردان | زنان | مجموع |
| ----------- | ----- | ---- | ----- |
| دو و میدانی | ۱     | ۱    | ۲     |
| قایقرانی    | ۰     | ۱    | ۱     |
| جودو        | ۰     | ۱    | ۱     |
| سه‌گانه      | ۰     | ۱    | ۱     |
| وزنه‌برداری  | ۰     | ۱    | ۱     |
| کشتی        | ۰     | ۲    | ۲     |
| مجموع       | ۱     | ۷    | ۸     |